# 장을병
장을병(張乙炳, 1933년 12월 14일~2009년 7월 5일)은 대한민국의 학자, 정치인이다. 제15대 국회의원을 지냈다.

## 생애
강원도 삼척에서 태어나 호산초등학교, 삼척중학교, 삼척공업고등학교, 1959년 성균관대 정치학과를 나왔다. 1975년 성균관대학교 대학원에서 정치학 박사 학위를 받았다. 1961년부터 성균관대학교 교수로 재직했다. 1980년 계엄에 저항했다는 이유로 강제 해직됐다. 1984년 성균관대학교에 복직했고, 1991년~1995년 총장을 지냈다. 이후 정계에 발을 디뎌 1995년 개혁신당 대표, 통합민주당 공동대표와 제15대 국회의원을 지냈고 국민신당 창당준비위원장, 새정치국민회의 부총재 등을 맡았다. 제16대 총선에 출마했다 낙선한 이후로는 환경운동연합 공동대표와 한국정신문화연구원 원장, 한국정의구현연구원장을 맡았다. 2009년 7월 5일 서울 여의도 성모병원에서 숙환으로 별세했다.

## 정치 활동
개혁신당으로 1995년 민주당과 합당하여 통합민주당 창당시 공동대표를 맡았고, 15대 총선 삼척에서 당선되어 국회의원이 되었다. 1997년에는 국민신당으로 자리를 옮겨 창당 준비위원장을 맡았고, 1998년 이후로 새정치국민회의 부총재를 지냈다. 16대 총선에서 낙선하였고, 2001년 새천년민주당 최고위원을 사퇴하면서 정계에서 발을 뗐다.

## 학력
- 호산초등학교
- 삼척중학교
- 삼척공업고등학교
- 1959년 성균관대학교 정치학과 학사
- 1961년 성균관대학교 대학원 정치학 석사
- 1975년 성균관대학교 대학원 정치학 박사

## 저서
- 한국정치론
- 주리고 목마른 자여
- 민주주의와 언론
- 정치적 커뮤니케이션론

## 수상
- 월봉저작상(1979년, 제5회,《정치적 커뮤니케이션론》)
- 심산학술상

## 역대 선거 결과
|  | 31.80% |

|  | 39.00% |